# Zambie na Letních olympijských hrách 1996
Zambie se účastnila Letní olympiády 1996. Zastupovalo ji 8 sportovců (7 mužů a 1 žena) v 15 sportech.

## Medailisté
| Medaile | Jméno         | Sport    | Soutěž                      |
| ------- | ------------- | -------- | --------------------------- |
| Stříbro | Samuel Matete | Atletika | Muži běh 400 metrů překážek |